# Přebor Jihomoravského kraje 2009/2010
V soubojích jubilejního 50. ročníku Přeboru Jihomoravského kraje 2009/10 (jedna ze skupin 5. fotbalové ligy) se utkalo 16 týmů každý s každým dvoukolovým systémem podzim–jaro. Tento ročník začal v sobotu 8. srpna 2009 úvodními třemi zápasy 1. kola a skončil v neděli 20. června 2010 zbývajícími čtyřmi utkáními 29. kola (30. kolo bylo předehráno již ve středu 26. května a čtvrtek 3. června 2010).

## Nové týmy v sezoně 2009/10
- Z Divize D 2008/09 sestoupilo do Jihomoravského krajského přeboru mužstvo FK MKZ Rájec-Jestřebí.
- Ze skupin I. A třídy Jihomoravského kraje 2008/09 postoupilo mužstvo 1. SC Znojmo „B“ (vítěz skupiny A)[3] a RSM Hodonín-Šardice (vítěz skupiny B).[3]

## Nejlepší střelec
Nejlepším střelcem ročníku se stal Pavel Novotný ze Sparty Brno, který vstřelil 33 branky. Jednalo se o novodobý rekord soutěže od reorganizace v roce 2002, který vydržel až do konce sezony 2015/16, kdy ho překonal bzenecký Petr Kasala s 35 brankami (ročník se hrál se 17 účastníky na 32 kol).

## Konečná tabulka
Zdroj: 
| Poř. | Tým                            | Z  | V  | R | P  | VG | OG | B  |
| ---- | ------------------------------ | -- | -- | - | -- | -- | -- | -- |
| 1.   | TJ Palavan Bavory              | 30 | 20 | 5 | 5  | 62 | 28 | 65 |
| 2.   | FK MKZ Rájec-Jestřebí (S)      | 30 | 20 | 4 | 6  | 65 | 34 | 64 |
| 3.   | ČAFC Židenice                  | 30 | 17 | 4 | 9  | 57 | 40 | 55 |
| 4.   | TJ Sokol Tasovice              | 30 | 15 | 7 | 8  | 46 | 30 | 52 |
| 5.   | Tatran Brno-Bohunice           | 30 | 15 | 6 | 9  | 65 | 57 | 51 |
| 6.   | FC Sparta Brno                 | 30 | 13 | 5 | 12 | 58 | 50 | 44 |
| 7.   | FC Moravský Krumlov            | 30 | 12 | 8 | 10 | 41 | 42 | 44 |
| 8.   | FC Ivančice                    | 30 | 13 | 5 | 12 | 44 | 41 | 44 |
| 9.   | 1. SC Znojmo „B“ (N)           | 30 | 13 | 3 | 14 | 63 | 52 | 42 |
| 10.  | SK Olympia Ráječko             | 30 | 10 | 7 | 13 | 34 | 37 | 37 |
| 11.  | FC Kuřim                       | 30 | 9  | 8 | 13 | 40 | 50 | 35 |
| 12.  | TJ Kordárna Velká nad Veličkou | 30 | 9  | 8 | 13 | 37 | 56 | 35 |
| 13.  | RSM Hodonín-Šardice (N)        | 30 | 7  | 8 | 15 | 40 | 60 | 29 |
| 14.  | FK Baník Ratíškovice           | 30 | 8  | 5 | 17 | 34 | 59 | 29 |
| 15.  | TJ Sokol Podluží               | 30 | 8  | 4 | 18 | 34 | 55 | 28 |
| 16.  | FC Kyjov 1919                  | 30 | 4  | 7 | 19 | 31 | 60 | 19 |

Poznámky:
- Z = Odehrané zápasy; V = Vítězství; R = Remízy; P = Prohry; VG = Vstřelené góly; OG = Obdržené góly; B = Body; (S) = Mužstvo sestoupivší z vyšší soutěže; (N) = Mužstvo postoupivší z nižší soutěže (nováček)
- Palavanu Bavory nebyl postup do Divize D umožněn z důvodu nedostatečného počtu mládežnických mužstev, klub se po sezoně přihlásil o 4 soutěže níže.[6][7] Mužstva Tasovic, Komárova a Hodonína-Šardic postoupila mimořádně.
- O pořadí na 6. až 8. místě rozhodla minitabulka vzájemných zápasů (Sparta Brno 10 bodů, Moravský Krumlov 4 body, Ivančice 3 body).[3][5]
- O pořadí na 11. a 12. místě rozhodl vyšší rozdíl celkového skóre Kuřimi, bilance vzájemných zápasů byla vyrovnaná: Kuřim – Velká nad Veličkou 1:1, Velká nad Veličkou – Kuřim 0:0[3][5]
- O pořadí na 13. a 14. místě rozhodla bilance vzájemných zápasů: Hodonín-Šardice – Ratíškovice 4:0, Ratíškovice – Hodonín-Šardice 3:2[3][5]

|  | Postup do Divize D 2010/11                                |
|  | Sestup do I. A třídy Jihomoravského kraje – sk. B 2010/11 |
|  | Přihláška do Okresní soutěže Břeclavska – sk. A 2010/11   |
|  | Klub zanikl                                               |